# Vila da Estrela
A Vila da Estrela foi um antigo município brasileiro, existente no estado do Rio de Janeiro.

## Localização
A vila da Estrela situava-se à margem direita do Rio Inhomirim, no encontro com o Rio Saracuruna, cujas águas formam o Rio Estrela, que possui sua foz no litoral norte da Baía de Guanabara. É um antigo sítio municipal que foi a primeira cidade e vila a ser desligada, ainda no século XIX, da Vila de Iguassú, atual Nova Iguaçu, porém poucos anos após a decadência do seu porto, teve seu território reincorporado à Iguassu e hoje se encontra nas áreas dos municípios de Magé e Duque de Caxias, que ao emancipar-se levou parte da Vila de Estrela e suas freguesias. 
Atualmente sua antiga sede municipal encontra-se bastante arruinada, encontrando-se as ruínas do cais de seu antigo porto, de sua antiga capela e as paredes da "casa das três portas".

## História
A Vila da Estrela teve sua origem no período  colonial, durante o ciclo do ouro. O Porto da Estrela serviu como escoadouro da produção de aurífera obtida em Minas Gerais, quando da criação da variante do Caminho do Proença substituto do Caminho Novo, encurtando distância e reduzindo o tempo de percurso. O povoado tornou-se, dessa forma, um dos principais e mais ativos portos do território brasileiro. Por seu porto passavam mercadorias provenientes do interior ou destinadas a ele.
Durante o  Império de Dom Pedro II, o Porto da Estrela tornou-se município através da lei provincial nº 397, de 20 de maio de 1846, elevado à categoria de vila; sua instalação ocorreu em 20 de julho do mesmo ano. Em seu território esteve sob jurisdição a Imperial Colônia de Petrópolis até 16 de março de 1843, quando se emancipou.
Com o advento da ferrovia no Brasil, cuja primeira estrada de ferro - construída pelo Barão de Mauá - teve justamente a estação inicial no Porto de Mauá – em Guia de Pacobaíba – distante poucos quilômetros da Vila da Estrela. Com este acontecimento, com a mudança do sistema de transporte, o porto da Vila da Estrela tornou-se uma rota obsoleta e inviável, motivando, com o tempo, sua natural e gradual desativação.
Após a abolição da escravatura e a Proclamação da República, já em plena decadência, a sede municipal da vila foi transferida para a povoação de Vila Inhomirim, na Raiz da Serra, pelo decreto n° 241, de maio de 1891 do governador Francisco Portela.
Apesar da mudança, a vila, já em plena crise econômica, não mais podendo resistir como célula política, foi extinta em 8 de maio de 1892, por determinação do decreto n° 01, no governo estadual de José Tomás da Porciúncula. Seu território municipal foi dividido entre os municípios de Magé e Vila de Iguassú.